# Brian Wood
Pour les articles homonymes, voir Wood.
Compléments
DMZ
Northlanders
Brian Wood, né le 29 janvier en  1972 à Essex Junction, Vermont, est un scénariste, illustrateur, graphiste et dessinateur américain de comics.

## Biographie
Il étudie au Parsons The New School for Design.

## Travaux

### Jeux vidéo
En tant que game designer pour Rockstar Games :
- Smuggler's Run, jeu de course développé également par Angel Studios publié en décembre 2000 sur PS2 et Game Boy Advance (GBA).
- Max Payne, jeu de tir à la troisième personne (TPS) développé également par Remedy Entertainement sorti en juin 2001.
- Midnight Club, jeu de course sorti en octobre 2000 sur PC, GBA et PS2.
- Manhunt, jeu d'infiltration et survival horror publié en Novembre 2003.

### Bande dessinées et comic books
- Channel Zero #1-6 (auteur et dessinateur), publié par (Image Comics) de 1997 à 2000.
- Demo (comics), avec Becky Cloonan (dessinateur), publié par AiT/Planet Lar et Vertigo Comics de 2003 à 2010.
- Counter X (Art Adams Steve Pugh, Ron Lim)
- DMZ (comics), avec Riccardo Burchielli (dessinateur), publié de 2005 à 2012 par Vertigo Comics.
- Global Frequency (dessinateur de la couverture), scénarisé par Warren Ellis.
- The Couriers (scénariste) avec Rob G. (dessinateur) publié par AiT/Planet Lar de 2003 à 2005.
- Fight For Tomorrow, (scénariste) avec Denys Cowan (dessinateur), publié par Vertigo de 2002 à 2003.
- Vampirella/Witchblade #1: Brooklyn Bounce avec Steve Pugh (dessinateur), publié en 2003 par Harris Publications.
- Generation X
- Northlanders (scénariste), publié par DC comics de 2007 à 2012.
- Supermarket #1-2, (scénariste) avec Kristian Donaldson (illustrateur), publié par IDW Publishing en 2006.
- Local #1-3, (scénariste) avec Ryan Kelly (dessinateur), publié par Oni Press en 2005.
- Punk Planet magazine (cover) (illustration de couvertures)
- San Francisco Bay Guardian (illustration de couvertures)
- Nike (illustration de couvertures)
- The New York Four suivi de The New York Five (scénariste) avec Ryan Kelly (dessinateur), publié en 2015 par Urban Indies.